# Kevin Connolly
Kevin Connolly (født 5. marts 1974) er en amerikansk Golden Globe-nomineret skuespiller og instruktør. Connolly er bedst kendt for sin rolle som Eric Murphy i tv-serien Entourage.

## Filmografi
| Film       | Film                          | Film                           | Film                                |
| År         | Titel                         | Rolle                          | Bemærkninger                        |
| ---------- | ----------------------------- | ------------------------------ | ----------------------------------- |
| 1990       | Rocky V                       | Chickie                        |                                     |
| 1992       | Alan & Naomi                  | Shaun Kelly                    |                                     |
| 1993       | The Beverly Hillbillies       | Morgan Drysdale                |                                     |
| 1995       | Angus                         | Andy                           |                                     |
| 1997       | Sub Down                      | Petty Officer Holliday         |                                     |
| 1999       | Tyrone                        | Sam Adams                      | Bad Trip                            |
| 2001       | Drum Solo                     |                                |                                     |
| 2001       | Don's Plum                    | Jeremy                         |                                     |
| 2002       | Devious Beings                | Casey                          |                                     |
| 2002       | John Q                        | Steve Maguire                  |                                     |
| 2002       | Antwone Fisher                | Slim                           |                                     |
| 2003       | Whatever We Do                | -                              | Instruktør                          |
| 2004       | The Notebook                  | Fin                            |                                     |
| 2005       | The Check Up                  | Mike                           |                                     |
| 2007       | Gardener of Eden              | -                              | Instruktør                          |
| 2009       | Han er bare ikke vild med dig | Connor Barry                   |                                     |
| 2009       | The Ugly Truth                | Jim                            |                                     |
| Television |                               |                                |                                     |
| År         | Titel                         | Rolle                          | Bemærkninger                        |
| 1992       | Great Scott!                  | Larry O'Donnell                | 1 episode                           |
| 1993       | Wings                         | Scotty Nelson                  | 1 episode                           |
| 1994       | Locals                        |                                | Tv-film                             |
| 1994       | Getting By                    |                                | 1 episode                           |
| 1994       | ER                            |                                | 1 episode, ukrediteret              |
| 1995       | After school special          | Robert Sanderson               | 1 episode                           |
| 1995-1999  | Unhappily Ever After          | Ryan Malloy                    | 75 episoder; instruerede 6 episoder |
| 1996       | ABC Afterschool Special       | Kevin                          | 1 episode                           |
| 2000       | Up, Up, and Away!             | Malcolm                        | Tv-film                             |
| 2001       | First Years                   | Joe                            | 5 episoder                          |
| 2001       | Sam's Circus                  | Cpl John "Little Sarge" Rather | Tv-film                             |
| 2004 - nu  | Entourage                     | Eric 'E' Murphy                | Flest del af castet                 |